# Pozo de la Higuera (Almería)
Pozo de la Higuera (también llamado Pozo Higuera o simplemente El Pozo) es una localidad y pedanía española perteneciente al municipio de Pulpí, en la provincia de Almería. Está situada en la parte nororiental de la comarca del Levante Almeriense, justo en el límite con la Región de Murcia, donde se encuentra la otra mitad del núcleo urbano que recibe el mismo nombre: Pozo de la Higuera. Un poco más alejados están los núcleos de Los Canos, Los Aznares, La Herradura, La Campana, Pulpí capital, El Molino, El Cabildo y Almendricos.
Pese a estar dividido en dos municipios, provincias y regiones distintas, el pueblo cuenta con un único colegio, consultorio médico —si bien a la parte murciana le pertenece el consultorio de La Campana— local social y ermita, y celebran unidos sus fiestas patronales.

## Demografía
Según el Instituto Nacional de Estadística de España, en el año 2022 Pozo de la Higuera contaba con 363 habitantes censados en la parte de Pulpí, lo que representa el 3,46% de la población total del municipio. A esta cifra habría que añadir los 180 habitantes de la parte de Lorca, en Murcia, que harían un total de 543 hab.

### Evolución de la población
| Gráfica de evolución demográfica de Pozo H. (Almería) entre 2012 y 2022 |
|                                                                         |
| Datos según el nomenclátor publicado por el INE.                        |

## Comunicaciones

### Carreteras
Las principales vías de comunicación que transcurren por esta localidad son:
| Identificador | Denominación                                       | Itinerario                     |
| ------------- | -------------------------------------------------- | ------------------------------ |
| A-1201        | Carretera de A-332 a Límite de la Región de Murcia | Los Lobos - Pozo de la Higuera |
| RM-620        | De Purias a Pozo de la Higuera                     | Purias - Pozo de la Higuera    |
| RM-D24        | De RM-11 (Águilas) - Pozo de la Higuera            | RM-11 - Pozo de la Higuera     |

Algunas distancias entre Pozo de la Higuera y otras ciudades:
| Ciudades  | Distancia (km) |
| --------- | -------------- |
| Pulpí     | 3              |
| Lorca     | 29             |
| Cartagena | 82             |
| Murcia    | 110            |
| Almería   | 115            |
| Granada   | 211            |

## Cultura

### Fiestas
Pozo de la Higuera celebra sus fiestas en torno al 25 de julio en honor a Santiago Apóstol, patrón del pueblo, tanto de la parte pulpileña como lorquina.